# Yōjirō Ishizaka
Yōjirō Ishizaka (石坂 洋次郎, Ishizaka Yōjirō, 25 janvier 1900 - 7 octobre 1986), est un influent et populaire écrivain japonais de l'après-guerre.

## Biographie
Né à Hirosaki dans la préfecture d'Aomori, Ishizaka fréquente le collège de Hirosaki en 1913 puis l'université Keiō en 1920. Une fois diplômé, il prend un poste au lycée pour femmes de Hirosaki. Plus tard, il devient professeur à l'école secondaire pour femmes d'Akita. De 1929 à 1938, il enseigne au collège de Yokote.
En 1939, il s'installe à Tokyo et à partir de 1940, durant la Seconde Guerre mondiale, il est correspondant de presse aux Philippines.
Une de ses petites-filles est Tomi Pierce (1953-2010), écrivaine et, plus tard, productrice de jeux vidéo dont Prince of Persia et The Last Express (salué pour sa narration), avec Jordan Mechner; elle a également travaillé avec son mari Doug Carlston, fondateur de Brøderbund. Une autre petite-fille, Naomi Pierce, la sœur de Tomi, est une autorité mondiale en matière de papillons et professeure à Harvard.
Son roman Blue Mountain Range (青い山脈 Aoi sanmyaku) contribue à introduire le concept de « Nouveau Japon » - une culture d'après-guerre qui peut envisager un nouvel avenir.
Bien que très populaire au Japon, au point que certains de ses récits ont été adaptés au cinéma, seule une petite partie de ses écrits ont été traduits et publiés en anglais ou en français.